# 1986 GD
1986 GD är en asteroid i huvudbältet som upptäcktes den 2 april 1986 av den danska astronomen Poul Jensen vid Brorfelde-observatoriet.
Asteroiden har en diameter på ungefär 5 kilometer.